# Brezovec pri Rogatcu
Brezovec pri Rogatcu este o localitate din comuna Rogatec, Slovenia, cu o populație de 58 de locuitori.